# Сустаћ
Сустаћ или Сусташ је насеље у општини Бар у Црној Гори. Према попису из 2003. било је 434 становника (према попису из 1991. било је 268 становника).

## Демографија
У насељу Сустаћ живи 294 пунолетна становника, а просечна старост становништва износи 32,0 година (31,6 код мушкараца и 32,4 код жена). У насељу има 110 домаћинстава, а просечан број чланова по домаћинству је 3,95.
Становништво у овом насељу веома је хетерогено, а у последња три пописа, примећен је пораст у броју становника.
|  |

| Демографија | Демографија | Демографија |
| Година      | Становника  | Становника  |
| ----------- | ----------- | ----------- |
|             |             |             |
|             |             |             |
|             |             |             |
|             |             |             |
| 1948.       | 109         |             |
| 1953.       | 125         |             |
| 1961.       | 142         |             |
| 1971.       | 169         |             |
| 1981.       | 174         |             |
| 1991.       | 268         | 268         |
| 2003.       | 444         | 434         |
|             |             |             |

| Етнички састав према попису из 2003.‍ | Етнички састав према попису из 2003.‍ | Етнички састав према попису из 2003.‍ | Етнички састав према попису из 2003.‍ | Етнички састав према попису из 2003.‍ |
| ------------------------------------ | ------------------------------------ | ------------------------------------ | ------------------------------------ | ------------------------------------ |
|                                      |                                      |                                      |                                      |                                      |
| Црногорци                            | Црногорци                            |                                      | 274                                  | 63,13%                               |
| Срби                                 | Срби                                 |                                      | 91                                   | 20,96%                               |
| Муслимани                            | Муслимани                            |                                      | 25                                   | 5,76%                                |
| Бошњаци                              | Бошњаци                              |                                      | 21                                   | 4,83%                                |
| Албанци                              | Албанци                              |                                      | 8                                    | 1,84%                                |
| Роми                                 | Роми                                 |                                      | 1                                    | 0,23%                                |
| непознато                            | непознато                            |                                      | 0                                    | 0,0%                                 |

| Година пописа     | 1948. | 1953. | 1961. | 1971. | 1981. | 1991. | 2003. |
| ----------------- | ----- | ----- | ----- | ----- | ----- | ----- | ----- |
| Број домаћинстава | 30    | 32    | 31    | 37    | 43    | 73    | 112   |

| Број чланова      | 1   | 2  | 3  | 4  | 5  | 6  | 7  | 8 | 9 | 10 и више | Просек |
| ----------------- | --- | -- | -- | -- | -- | -- | -- | - | - | --------- | ------ |
| Број домаћинстава | 110 | 14 | 11 | 19 | 27 | 19 | 11 | 5 | 2 | 1         | 1      |

| Пол    | Укупно | Неожењен/Неудата | Ожењен/Удата | Удовац/Удовица | Разведен/Разведена | Непознато |
| ------ | ------ | ---------------- | ------------ | -------------- | ------------------ | --------- |
| Мушки  | 146    | 39               | 98           | 0              | 6                  | 3         |
| Женски | 170    | 43               | 101          | 19             | 7                  | 0         |
| УКУПНО | 316    | 82               | 199          | 19             | 13                 | 3         |

| Пол    | Укупно                    | Пољопривреда, лов и шумарство | Рибарство                            | Вађење руде и камена | Прерађивачка индустрија       |
| ------ | ------------------------- | ----------------------------- | ------------------------------------ | -------------------- | ----------------------------- |
| Мушки  | 72                        | 5                             | 0                                    | 0                    | 6                             |
| Женски | 44                        | 1                             | 0                                    | 1                    | 4                             |
| УКУПНО | 116                       | 6                             | 0                                    | 1                    | 10                            |
| Пол    | Производња и снабдевање   | Грађевинарство                | Трговина                             | Хотели и ресторани   | Саобраћај, складиштење и везе |
| Мушки  | 3                         | 7                             | 10                                   | 2                    | 22                            |
| Женски | 1                         | 0                             | 15                                   | 2                    | 5                             |
| УКУПНО | 4                         | 7                             | 25                                   | 4                    | 27                            |
| Пол    | Финансијско посредовање   | Некретнине                    | Државна управа и одбрана             | Образовање           | Здравствени и социјални рад   |
| Мушки  | 0                         | 1                             | 8                                    | 1                    | 2                             |
| Женски | 0                         | 2                             | 3                                    | 2                    | 5                             |
| УКУПНО | 0                         | 3                             | 11                                   | 3                    | 7                             |
| Пол    | Остале услужне активности | Приватна домаћинства          | Екстериторијалне организације и тела | Непознато            | Непознато                     |
| Мушки  | 5                         | 0                             | 0                                    | 0                    | 0                             |
| Женски | 3                         | 0                             | 0                                    | 0                    | 0                             |
| УКУПНО | 8                         | 0                             | 0                                    | 0                    | 0                             |